# Atollo Gaafu Dhaalu
L'atollo Gaafu Dhaalu è un atollo nell'estrema parte meridionale dell'arcipelago delle Maldive.
L'atollo è servito dall'aeroporto di Kaadedhdhoo, che si trova sull'isola di Kaadehdhoo.

## Isole abitate
Fares, Fiyoaree, Gaddhoo, Hoandeddhoo, Maathodaa. Madaveli, Nadellaa, Rathafandhoo, Thinadhoo, Vaadhoo.

## Isole disabitate
Aakiraahuttaa, Athihuttaa, Badéfodiyaa, Barahuttaa, Baulhagallaa, Bodehuttaa, Bodérehaa, Bolimathaidhoo, Dhékanbaa, Dhérékudhéhaa, Dhigérehaa, Dhigulaabadhoo, Dhinmanaa, Dhiyanigilllaa, Dhonigallaa, Dhoonirehaa, Ehéhuttaa, Ekélondaa, Faahuttaa, Faanahuttaa, Faathiyéhuttaa, Faréhulhudhoo, Farukoduhuttaa, Fatéfandhoo, Femunaidhoo, Fenevenehuttaa, Féreythavilingillaa, Fonahigillaa, Gaazeeraa, Gan (Gaafu Dhaalu Atoll).
Isole turistiche, aeroporti e isole industriali sono considerate disabitate.